# Lenguas palaihnihanas
Las lenguas palaihnihanas (también llamadas Palaihnih) son una familia de lenguas del noreste de California, Estados Unidos.

## Clasificación

### Clasificación interna
Se dice que la familia palaihnihana comprende: 
1. Atsugewi 3 hablantes (1994)[1]
2. Achumawi (también conocida como Achomawi o Pit River Indian) 16 hablantes (2000)[2]

### Relaciones con otras lenguas
La familia palaihnihana se clasifica a menudo con el hipotético grupo de lenguas hokanas. De hecho el trabajo de R. B. Dixon (1905) sobre la relación entre el palaihnihano y el shastano fue el núcleo inicial a partir del cual se construyó la hipótesis hokana, aunque previamente A. S. Gatschet había llegado a la misma conclusión antes. Sin embargo, ni Powell (1891) ni otros autores encontraron convincente este parentesco. 
Una propuesta especial dentro de este grupo relaciona a la familia palaihnihana con las lenguas shasta (formando la familia shasta-achumawi o shasta-palaihnihano) y dentro de un subgrupo kahi (también llamado hokano septentrional) con el shasta, chimariko y karók.
Mary R. Hass (1963) revisó ampliamente la hipótesis hokana proponinendo algunas reconstrucciones convincentes y señalando que si bien resulta muy difícil proponer una clasificación interna parece bastante convincente que el palaihniahano y el shastano formen una unidad filogenética válida. Sin embargo, Lyle Campbell (1997) considera insuficiente la evidencia aportada.

## Características comunes

### Fonología
Las dos lenguas palaihnihanas tienen el mismo inventario vocálico similar. Para el atsugewi Olmsted (1958, 1965) da un inventario de 6 vocales breves y seis vocales largas: /a, e, i, o, u, ə; aˑ, eˑ, iˑ, oˑ, uˑ, əˑ/, otros autores reducen el inventario a tres. El inventrio consonántico para la misma lengua sería de acuerdo con Olmsted:
|             | Labial | Alveolar | Palatal | Velar | Uvular | Glotal |
| ----------- | ------ | -------- | ------- | ----- | ------ | ------ |
| oclusiva    | p      | t        |         | k     | q      | ʔ      |
| africada    |        | t̪θ͡       | tɕ͡      |       |        |        |
| fricativa   |        | s, z     | š       | x     |        | h      |
| nasal       | m      | n        |         | ŋ     |        |        |
| aproximante | w      | r, l     | y       |       |        |        |

### Comparación léxica
El siguiente cuadro incluye una lista de numerales y otras palabras comunes:
| GLOSA     | Achumawi  | Achumawi                  | Atsugewi     | Atsugewi      | PROTO- PALAIHNIH |
| GLOSA     | Fuente A  | Fuente B                  | Fuente A     | Fuente B      | PROTO- PALAIHNIH |
| --------- | --------- | ------------------------- | ------------ | ------------- | ---------------- |
| 1         | hamís     | haʔmís                    | žiw          | žíw           |                  |
| 2         | haq       | haʔk                      | hoqi         | hokí          | *ḥɔˑq(i)         |
| 3         | ćásti     | ʔćásdi                    | qiski        | qʔićqí        | *ćæsCi           |
| 4         | hatáma    | haddámá                   | haʔqaw       | hakʔáw        | *ḥaʔCaw̃          |
| 5         | latú      | láddíw                    | haraapokina  | hərāpagína    |                  |
| 6         |           | láddíwade haʔmís āyéʔqdi  |              | žira-búžaki   |                  |
| 7         |           | láddíwade haʔk āyéʔqdi    |              | hoki-búžaki   |                  |
| 8         |           | láddíwade ʔćásdi āyéʔqdi  |              | qʔićqi-búžaki |                  |
| 9         |           | láddíwade haddámá āyéʔqdi |              | hakaw-wi      |                  |
| 10        |           | malússi                   |              | žüʔkći        |                  |
| 'hombre'  | yálíyú    |                           | qaswi        |               |                  |
| 'mujer'   | amitéućan |                           | minuri       |               |                  |
| 'cara'    | lahʔ      |                           | naha         |               | *naha            |
| 'ojos'    | us        |                           | uyi          |               | *usi             |
| 'cabello' | malipa    |                           | raynikas     |               |                  |
| 'nariz'   | yamui     |                           | iwʔti        |               |                  |
| 'orejas'  | isat      |                           | asmak        |               |                  |
| 'boca'    | ap        |                           | apu          |               | *aˑpp            |
| 'perro'   | ćahómaka  |                           | hoʔma        |               | *ḥɔʔma           |
| 'sol'     | ćol       |                           | žinēhā       |               | *ćüL             |
| 'luna'    | ćol       |                           | apēnʔažinehū |               |                  |
| 'agua'    | as        |                           | aži          |               | *azi             |

Donde se ha usado la siguiente transcripción:
- El fonema /ć/ tiene alófonos [ʦ] y [ʧ]
- El fonema /ž/ tiene alófnos [ʒ] y [ʤ].